# Sciences de l'atmosphère
Les sciences de l'atmosphère sont l'étude de l'atmosphère, ses procédés, les effets que d'autres systèmes ont sur l'atmosphère, ainsi que les effets qu'a l'atmosphère sur ces mêmes systèmes. La météorologie inclut la chimie atmosphérique et la physique de l'atmosphère, et se concentre principalement sur les prévisions météorologiques. La climatologie s'intéresse à l'étude des changements de l'atmosphère (à la fois à long terme et à court terme) en vue de définir des climats moyens ainsi que leur évolution au cours du temps, que celle-ci soit due à des causes naturelles ou à des causes anthropiques. L'aéronomie concerne l'étude des couches supérieures de l'atmosphère où la dissociation et l'ionisation sont importantes. Les sciences de l'atmosphère s'étendent aussi au domaine de la planétologie, ainsi qu'à l'étude des atmosphères des autres planètes du système solaire.
Les instruments expérimentaux utilisés dans les sciences de l'atmosphère comprennent les satellites, les radiosondes, les ballons météorologiques et les lasers.

## Composantes

### Chimie de l’atmosphère

Composition de l’atmosphère terrestre.

La chimie atmosphérique est une branche de la science atmosphérique dans laquelle on étudie la composition et les réactions chimiques qui se produisent dans l'atmosphère terrestre et des autres planètes. C’est un domaine de recherche multidisciplinaire qui s’appuie sur la chimie de l’environnement, la physique, la météorologie, la modélisation informatique, l’océanographie, la géologie et la volcanologie, entre autres disciplines. La recherche est de plus en plus liée à d'autres domaines d'étude tels que la climatologie.
Cette étude est importante pour plusieurs raisons, mais principalement en raison des interactions entre l'atmosphère et les organismes vivants. La composition de l'atmosphère terrestre a été modifiée par les activités humaines et certaines de ces modifications sont préjudiciables à la santé humaine, aux cultures et aux écosystèmes. Les exemples de problèmes traités par la chimie de l'atmosphère comprennent les pluies acides, le smog photochimique et le réchauffement climatique. La chimie de l'atmosphère cherche à comprendre les causes de ces problèmes et, en en obtenant une compréhension théorique, permet de tester les solutions possibles et d'évaluer les effets des changements apportés à la politique gouvernementale.

### Climatologie

Carte simplifiée des climats sur terre

La climatologie est l'étude du climat et de l'état moyen de l'atmosphère, c'est-à-dire la succession des conditions météorologiques sur de longues périodes dans le temps. Il s'agit d'une branche combinée de la géographie physique et de la météorologie, l'étude du temps à court terme étant le domaine de la météorologie opérationnelle. Un climatologue, ou climatologiste, est un spécialiste qui fait l'étude des variations locales et temporelles des climats grâce aux statistiques des données provenant de plusieurs domaines qui affectent le climat.
Si la climatologie s'intéresse essentiellement à l'étude et à la classification des climats existants sur terre, une partie de la discipline traite aussi de l'interaction entre climat et société ; que ce soit l'influence du climat sur l'Homme ou de l'Homme sur le climat.

### Météorologie

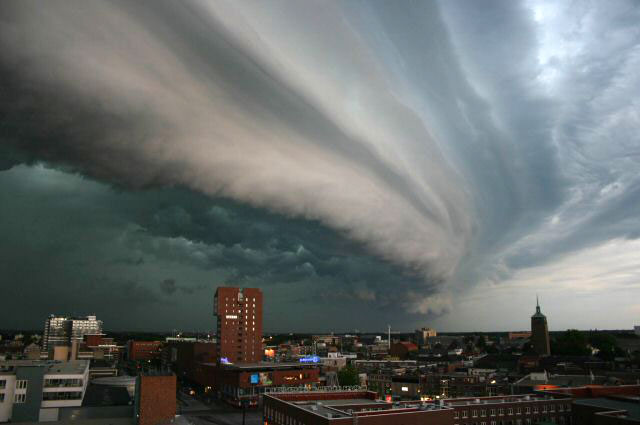
Arcus à la base d'un cumulonimbus à Enschede, aux Pays-Bas.

La météorologie est la science qui a pour objet l'étude des phénomènes atmosphériques tels que les nuages, les précipitations ou le vent dans le but de comprendre comment ils se forment et évoluent en fonction des paramètres mesurés tels que la pression, la température et l'humidité. Elle s'applique à différents ordres de grandeur allant de la circulation planétaire (échelle synoptique) aux très petits phénomènes de la micro-échelle en passant par les orages et les cyclones tropicaux de la méso-échelle.
C'est une discipline qui traite principalement de la mécanique des fluides et de la thermodynamique. Purement descriptive à l'origine, la météorologie est devenue un lieu d'application de ces disciplines. Pour ce faire elle doit s'appuyer sur un réseau cohérent d'observations : le premier du genre - qui concerne un territoire multinational étendu - apparaît en 1854, sous la direction du français Le Verrier qui établit un réseau européen de données atmosphériques et fonctionne de manière opérationnelle dès 1856. 
La météorologie moderne permet d'établir des prévisions de l'évolution du temps en s'appuyant sur des modèles mathématiques à court comme à long terme. Elle a des applications dans des domaines très divers comme les besoins militaires, la production d'énergie, les transports (aériens, maritimes et terrestres), l'agriculture, la médecine, la construction, la photographie aérienne ou le cinéma. Elle est également appliquée pour la prévision de la qualité de l'air.

### Physique atmosphérique
La physique atmosphérique est l'application de la physique à l'étude de l'atmosphère de la Terre et des autres planètes. Il s'agit de l'étude des transferts énergétiques et des changements de phase des composantes de l'atmosphère, de la théorie de la diffusion et des modèles de la propagation des ondes, de la physique des nuages, de la mécanique statistique, des électrométéores et des photométéores, du vent solaire, des tempêtes géomagnétiques, du couplage terre-océan, des plasmas naturels, etc.,,. En plus, la physique atmosphérique s'intéresse à la conception et la construction d'appareils pour l'étude de l'atmosphère et l'interprétation des données recueillies. À l'aube de l'ère spatiale et le lancement de sondes, l'aéronomie se distingua comme une sous-discipline étudiant les couches supérieures de l'atmosphère, où la dissociation et l'ionisation entrent en jeu.

### Planétologie

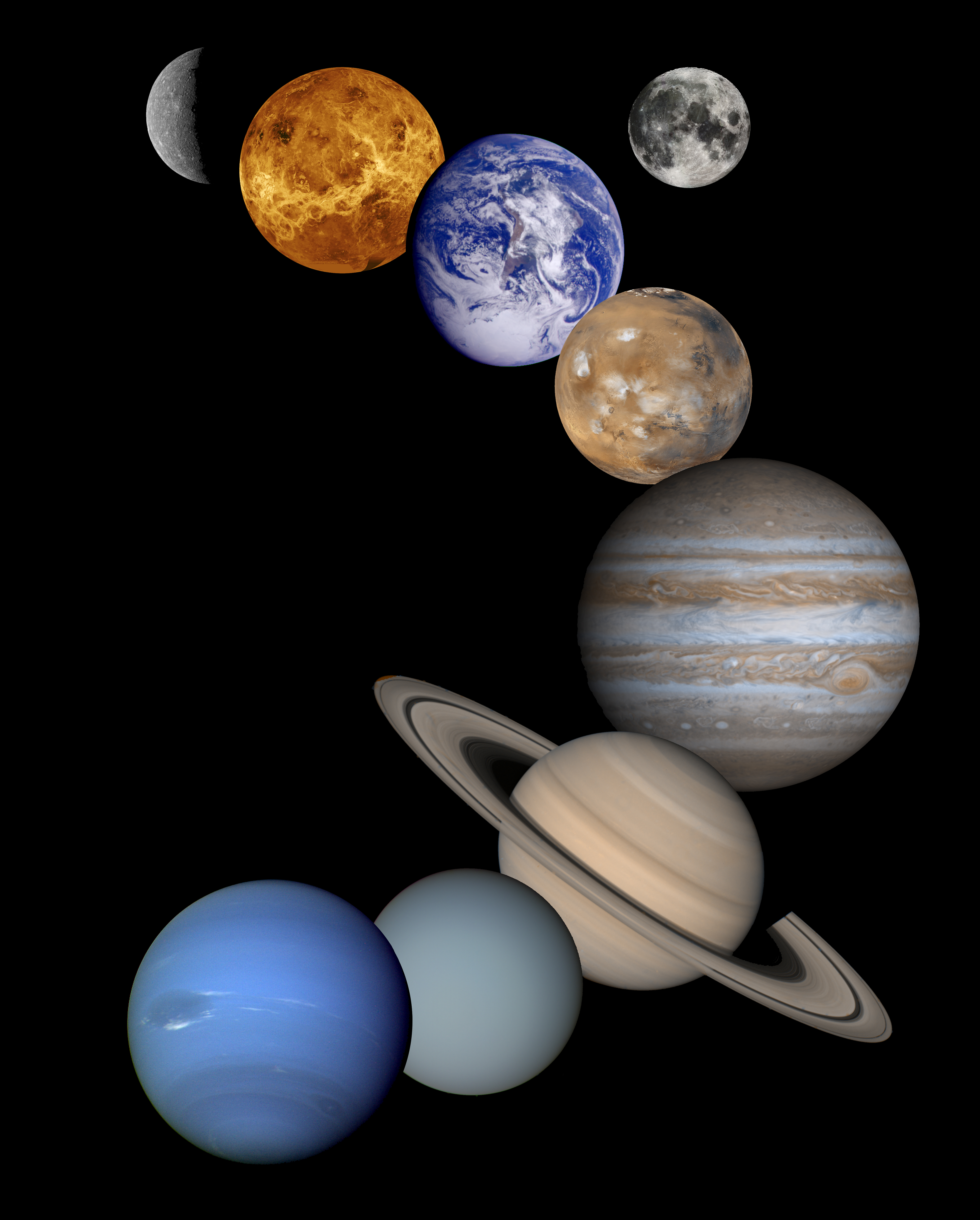
Les planètes du système solaire et la Lune (proportions non respectées).

Toutes les planètes du système solaire ont une atmosphère car leur gravité est suffisamment forte pour retenir les particules gazeuses près de la surface. Les géantes gazeuses sont suffisamment massives pour garder de grandes quantités de gaz légers comme l'hydrogène et l'hélium, à proximité, tandis que les petites planètes perdent ces gaz dans l'espace.  La composition de l'atmosphère terrestre est différente de celle des autres planètes car les divers processus de vie qui se sont déroulés sur la planète ont introduit de l'oxygène moléculaire libre. Une grande partie de l'atmosphère de Mercure fut balayée par le vent solaire. Parmi les lunes, Titan est la seule à avoir conservé une atmosphère dense alors qu'elle est mince sur Triton et qu'il y a une trace d'atmosphère sur la Lune.
Les atmosphères planétaires sont affectées par les divers niveaux d’énergie reçus du Soleil ou de leurs intérieurs, ce qui entraîne la formation de systèmes météorologiques dynamiques tels que les ouragans sur Terre, les tempêtes de poussières sur Mars d'ordre planétaire, la Grande Tache rouge de Jupiter qui est de la taille de la Terre et la Grande Tache sombre sur Neptune. Au moins une planète extrasolaire, HD 189733 b, aurait un tel système météorologique, similaire à la grande tache rouge mais deux fois plus grande. L'étude de ces phénomènes utilise les mêmes disciplines que pour l'atmosphère terrestre mais doit se faire par télédétection avec des télescopes et des satellites.